# 佐藤丙午
佐藤 丙午（さとう へいご、1966年3月5日 - ）は、日本の国際政治学者 (博士・法学)。専門は、国際政治学、安全保障、アメリカ政治、日米関係、軍縮核不拡散、防衛産業、輸出管理。 拓殖大学教授、同・海外事情研究所副所長。
国際安全保障学会理事、日本安全保障貿易学会会長、日本軍縮学会副会長、一般社団法人日本戦略研究フォーラム政策提言委員。
日本防衛学会元理事。元・外務省参与。

## 略歴・人物
1966年3月5日岡山県生まれ。岡山市立京山中学校、岡山県立岡山操山高等学校卒業。
筑波大学卒業後、同大学院人文社会科学研究科で修士課程（地域研究）終了、専攻はアメリカ研究。
フルブライト奨学生として米ジョージワシントン大学大学院で、修士（政治学）、博士（国際関係）（一橋大学）の学位を取得。指導教官は石井修。
1993年に防衛庁防衛研究所第一研究部 (アメリカ・国際関係担当)に入庁。第二研究部主任研究員を経て、2006年から拓殖大学教授・海外事情研究所副所長。
2010年から外務省参与および外務大臣の政策参与（軍縮・核不拡散担当）を務めていた。2021年から日本軍縮学会副会長、日本国際問題研究所客員研究員。
軍備管理、核不拡散、自律型致死兵器システム（LAWS）などの国連専門家会合パネルに日本代表として出席している。
経済産業省産業構造審議会貿易経済協力分科会安全保障貿易管理小委員会委員、外務省核不拡散・核軍縮に関する有識者懇談会委員、防衛省防衛装備・技術移転に係る諸課題に関する検討会委員、日本原子力研究開発機構核不拡散科学技術フォーラム委員、参議院外交防衛委員会の有識者参考人としても招致されている。
核兵器禁止条約による核軍縮には否定的。

## 著書
- 『自立型致死性無人兵器システム（LAWS）』（国際問題・2018年6月号）
- 『中間選挙後の米国の外交・安全保障政策』（立教アメリカン・スタディーズ、2015）
- 『日米同盟とは何か』（共著、中央公論新社、2011年）
- 『現代国際関係入門』（ミネルヴァ書房、2012年）
- 『通常兵器の軍備管理・軍縮』（海外事情、2008年9月号）
- 『安全保障と公共性―その変化と進展―』（国際安全保障、2008 年 9 月）
- 『防衛産業のグローバル化と安全保障』（国際政治、2008 年）
- 『米国の東アジア政策』(防衛研究所編「東アジア戦略外観」、2003年)
- 『 INF条約と軍備管理軍縮の将来』(海外事情、2019年1月号）
- 『日本の防衛生産・技術政策』(海外事情、2018年5月号）
- 『トランプ政権のアジア太平洋政策』(海外事情、2018年2月号）
- 『U.S Security Policy for East Asia: The Eight Years under the Clinton Administration』（NIDS The East Asian Strategic Review、2001)
- 『環境と安全保障について』（海外事情、2012年2月号）
- 『米国のエネルギー政策をめぐる政治経済』(海外事情、2013年1月号）
- 『原子力安全問題』(海外事情、2013年3月号）
- 『朝鮮半島問題の行方』(海外事情、2013年6月号）
- 『武器貿易条約(ATT)の採択の意義と今後の期待』(軍縮学会NL第14号、2013年7月)
- 『武器貿易条約（ATT）の実効性』(CISTEC Journal:46-52、2013年7月)
- 『Post-Cold War International Society and U.S.-China Relationship』(NIDS Security Reports、2000年)
- 『国際政治構造と同盟の変容－脅威の時代からリスクの時代へ－』(防衛研究所紀要、2004年11号)
- 『軍隊の新たな役割と米国－同盟協力の視点から』(防衛研究所編「軍事力の非伝統的役割と東アジアの安全保障」、2003年10月)
- 『広島・長崎の記憶’と日米同盟関係』(「記憶としてのパールハーバー」（ミネルヴァ書房）、2004年6月)
- 『「国連軍備登録制度」、「小型武器規制」』(東信堂、2005年9月）
- 『Nonproliferation After 9/11, and Beyond』(Tokyo: UNU Press, 2007)
- 『アメリカ』(共著：浅田正彦編著「輸出管理レジーム－制度と実態－」（有信堂）、2004年7月号）
- 『武器輸出三原則の経緯と将来』(防衛メディアフォーラム、2013年7月)
- 『産業政策と輸出管理:安全保障政策と輸出管理』(経団連宇宙開発利用推進委員会『会報宇宙　No.60、宇宙産業の飛躍』、2012年4月)
- 『ココムからワッセナーへ－不拡散輸出管理はなぜ生まれたのか－』(一橋論叢、2000年1月）
- 『アメリカの武器輸出政策：冷戦の‘戦後処理’とクリントン政権の対応』(防衛研究所紀要、2000年6月）
- 『2000年大統領選挙と新政権の外交・安全保障政策の展望－W.ブッシュ政権の課題－』(防衛研究所紀要、2001年9月)
- 『アメリカのDTSI（防衛貿易安全保障イニシアチブ）と同盟国の防衛協力』(防衛研究所紀要、2002年9月)
- 『アメリカ政治の潮流と外交政策』(NIDS NEWS、2002年12月)
- 『書評：総合研究開発機構(NIRA)・横田洋三共編『アフリカの国内紛争と予防外交』(国際政治、2003年2月)
- 『“The Economic Security and Arms Transfer Policy of the United States: DTSI and Defence Cooperation with Allied Countries.”』(NIDS Security Reports)
- 『小型武器問題とミクロ軍縮：新しい国際規範の形成と国連の役割』(防衛研究所紀要、2003年9月）
- 『“SALW and Micro-Disarmament:Norm-Building and the Roles of the United Nations”』(NIDS Security Reports、2004年9月)
- 『米国の不拡散政策と輸出管理』(国際安全保障、2004年9月）
- 『2004年大統領選挙を巡るアメリカ社会の現状』(NIDS NEWS、2004年12月)
- 『書評：梅本哲也「アメリカの世界戦略と国際秩序」（ミネルヴァ書房、2010年）』（2012年）
- 『書評：森本正崇『武器輸出三原則』（信山社、2011年）』（2012年）
- 『U.S. and Japanese assessments of the evolving Asian security environment』(LTSG Japan-U.S. Young Strategists’ Dialogue、2013年5月）
- 『Regional Cooperation in Nuclear Security』(Asan Nuclear Forum 2013、2013年2月）
- 『「リベラル国際主義」の動揺と日本の将来 (特集 羅針盤なき世界へ : 日本の進むべき道とは) 』(日本戦略研究フォーラム季報 JFSS quarterly report (72)：54-58, 2017年4月）
- 『書評 佐野秀太郎著『民間軍事警備会社の戦略的意義 : 米軍が追求する21世紀型軍隊』(防衛学研究、2017年3月）
- 『致死性無人兵器システム(LAWS)をめぐる議論の概要 (特集 所員個別研究二〇一六) 』（海外事情、2017年2月）
- 『二〇一六年大統領選挙と日米関係の展望 (特集 大統領選後のアメリカ) (海外事情、2017年2月）
- 『自動化・無人化技術が開く世界 : その可能性と倫理 (特集 技術革新と安全保障) 』（外交、2016年11月）
- 『国際 米国大統領選挙の行方 : 民主・共和両党の支持基盤の変容 』(改革者、2016年10月）
- 『戦略的抑制と米国の外交・安全保障政策 (特集 八年目を迎えたオバマ政権) 』(海外事情、2016年2月）
- 『日米防衛産業協力の現状と課題 (特集 日米関係の新展開) 』(海外事情, 2015年10月)
- 『武器貿易条約(Arms Trade Treaty: ATT)に対する期待と課題 (特集 規制動向) 』(CISTEC journal、2015年3月）
- 『「死の商人」論の系譜に関する予備的考察 (特集 所員個別研究二〇一四) 』(海外事情、2015年3月）
- 『技術開発と安全保障貿易管理 : オープン・マーケット・アプローチと輸出管理 (科学技術と現代国際関係) 』（国際政治, 2015年2月）
- 『日米欧の通常兵器移転政策の比較 (特集 通常兵器拡散防止と武器輸出規制) 』(軍縮研究、2014年10月
- 『致死性自律兵器システム(LAWS)をめぐる諸問題 (ロボット技術と戦争) 』(国際安全保障, 2014年9月)
- 『オバマ政権の通常兵器武器輸出政策 』(海外事情, 2014年5月号)
- 『米国の国際的関与と外交・安全保障政策 (特集 オバマ大統領来日後の日米関係) 』(海外事情, 2014年7月）
- 『米国の不拡散政策と輸出管理 (9.11後の安全保障貿易管理) 』(国際安全保障、2004年9月）
- 『書評 森本正崇著『武器輸出三原則』（国際安全保障, 2012年12）
- 『ポスト福島のアジア原子力安全協力構築を目指して 』(中央公論, 2012年12月)
- 『プラハ演説から4年 : 「核兵器のない世界」への歩み(1)第2期オバマ政権の軍備管理・軍縮の展望 』(公明 , 2013年5月）
- 『原子力安全問題 : アジアにおける原子力協力の可能性 (特集 原子力安全管理問題) 』(海外事情, 2013年3月）
- 『日本の防衛産業政策の課題 (特集 防衛産業政策) 』（海外事情, 2011年11月）
- 『UNSCR1540から1977へ--国連安保理決議1540の歩み 』(海外事情、2011年9月)
- 『日米安全保障委員会(2+2)--共同発表と武器の第3国移転問題 』(日本戦略研究フォーラム季報 , 2011年7月）
- 『書評 Maria Rost Rublee, Nonproliferation Norms : Why States Choose Nuclear Restraint 』(軍縮研究、2011年3月）
- 『武器貿易条約(ATT)と軍備管理 (通常兵器に関する軍備管理レジームの展望) 』(国際安全保障、2010年3月)
- 『安全保障と公共性--その変化と進展 (民間企業と安全保障) 』(国際安全保障、2008年9月）
- 『防衛産業のグローバル化と安全保障:安全保障の政治経済と米国の戦略』(国際政治、2008年)
- 『東アジアにおける輸出管理動向と米国の安全保障貿易管理戦略 (グローバリゼーションと経済安全保障)』 (国際問題、2007年12月）
- 『米国の不拡散政策と輸出管理 (9.11後の安全保障貿易管理) 』(国際安全保障, 2004年9月）
- 『2000年大統領選挙と新政権の外交・安全保障政策の展望--W.ブッシュ政権の課題』(防衛研究所紀要、2001年8月）
- 『アメリカの武器輸出政策--冷戦の「戦後処理」に見るクリントン政権の対応 』（防衛研究所紀要、2000年8月）
- 『なぜ多国間主義か?--輸出管理レジ-ムの形成 (冷戦後の通常兵器問題) 』(新防衛論集、1998年6月）